# Клечковський Всеволод Маврикійович
Клечковський Всеволод Маврикійович (28 листопада 1900, Москва — 2 травня 1972, Москва) — радянський агрохімік, син Маврикія Мечеславовича Клечковського.

## Біографія
Народився у Москві. Закінчив Московську сільськогосподарську академію (1929 р.). З 1930 року працював там же (з 1955 р. професор). Академік ВАСГНІЛ (з 1956 р.)
Головний напрям досліджень — застосування методу мічених атомів в агрохімії. Один з перших організував широкі дослідження живлення рослин з застосуванням радіоактивних ізотопів. Створив ряд приладів для цієї цілі. Вивчив поведінку продуктів поділу тяжких ядер (ізотопів стронцію, ітрію, цирконію) в ґрунті.
Також вніс вклад в фізико-математичне обґрунтування явища періодичності. Зокрема ввів (1951 р.) уявлення про (n+l)-області електронних станів в атомах і сформулював (n+l)-правило формування електронних конфігурацій атомів по мірі росту заряду ядра (правило Клечковського).
Лауреат Сталінської премії (1952 р.).
Похований на Ваганьковському цвинтарі в Москві.
Дочка, Клечковська Віра Всеволодівна — доктор фізико-математичних наук, професор Інституту Кристалографії РАН.